# Abraham Frowein (Politiker, 1847)

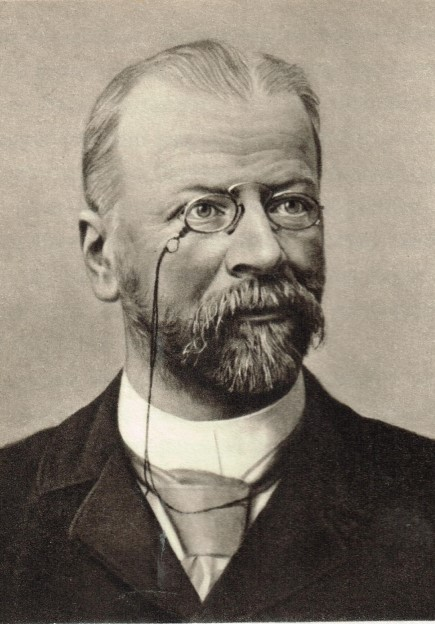
Abraham Frowein (1847–1893)

Abraham Frowein (* 20. Februar 1847 in Elberfeld; † 26. August 1893 in Magglingen, Schweiz) war ein deutscher Textilfabrikant und Politiker.

## Leben

### Familie
Abraham Frowein entstammt einer Familie, die sich seit 1500 in Lennep und seit 1600 in Elberfeld nachweisen lässt. Er war der dritte Sohn von sieben Kindern des Fabrikanten Louis Frowein (* 19. Februar 1808; † 29. März 1882) und seiner Ehefrau Julie von der Heydt (* 27. Januar 1810 in Haus Ahr, Möllen (Voerde); † 28. Juli 1916 in Elberfeld). Er heiratete am 16. August 1877 Luise aus’m Weerth (* 25. März 1856; † 4. September 1916). Sie hatten zusammen sechs Kinder.

### Teilhaber
Der Jurist und Gerichtsassessor a. D. Abraham Frowein (1847–1893) trat am 1. Januar 1875 als Teilhaber in die Firma Frowein & Co. ein. Er leitete die Litzenabteilung. In der Abteilung drei wurden Litzen, Barmer Artikel und Besatzartikel bearbeitet. Die Abteilungen befanden sich in Elberfeld Neumarkt 1.

### Politiker
Frowein war deutscher Politiker, er war Beigeordneter in Elberfeld und 1890–1892 Abgeordneter im Rheinischen Provinziallandtag.